# Hakubun Shimomura

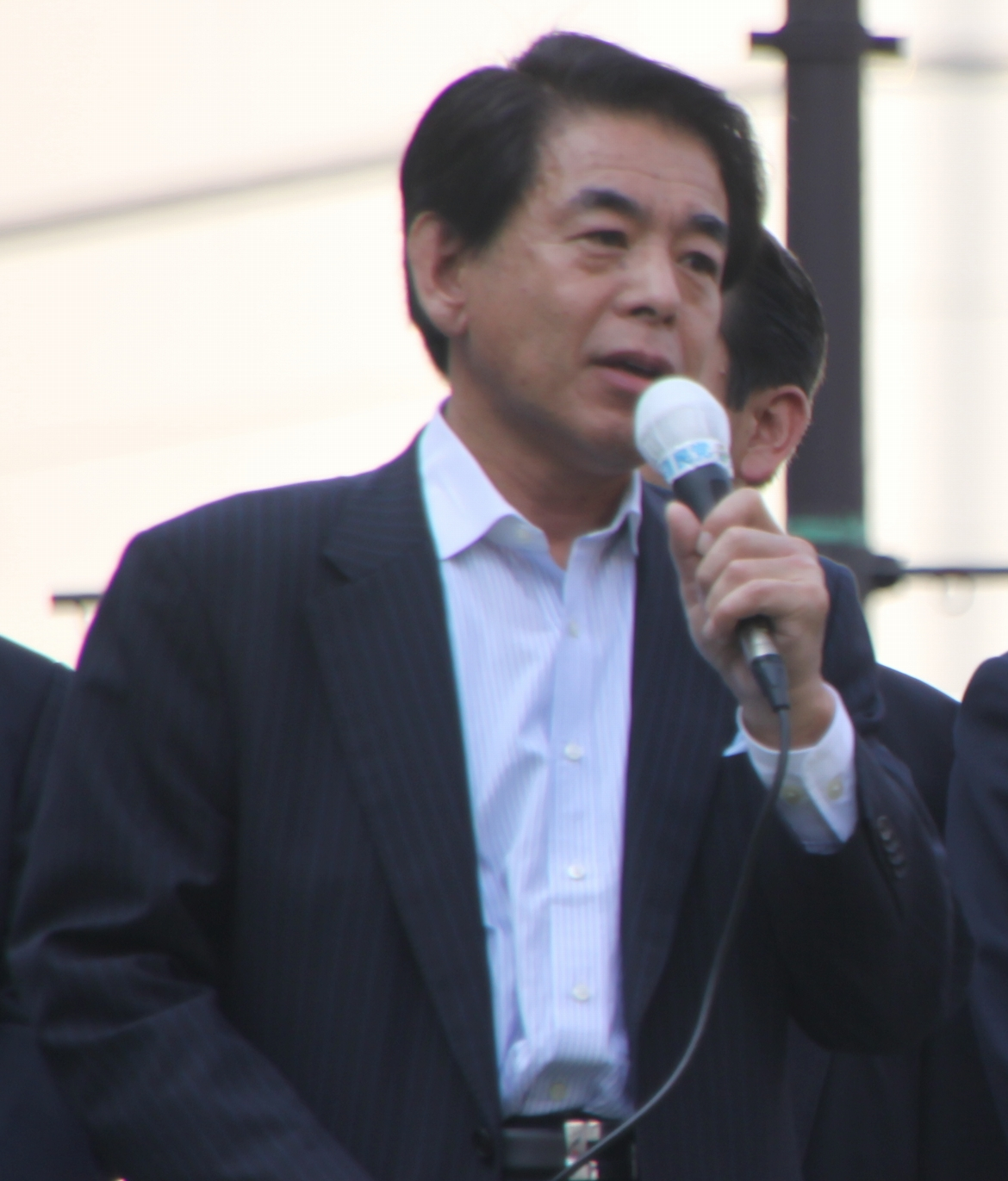
Shimomura im Juni 2010 auf einer Veranstaltung der konservativen Parlamentariergruppe Sōsei Nippon (創生「日本」) am Bahnhof Ikebukuro

Hakubun Shimomura (jap. 下村 博文 Shimomura Hakubun; * 23. Mai 1954 in Kurabuchi, Kreis Gunma (heute: Takasaki), Präfektur Gunma) ist ein japanischer Politiker. Von 1996 bis 2024 vertrat er den 11. Wahlkreis Tokio im Shūgiin, dem Unterhaus des nationalen Parlaments, und war von 2012 bis 2015 Kultus- und Wissenschaftsminister im zweiten (inkl. Umbildung) und dritten Kabinett Abe.
Shimomura, Absolvent der pädagogischen Fakultät der Waseda-Universität, kandidierte ohne Erfolg bei der Wahl 1985 zum Präfekturparlament Tokio in Itabashi für den Neuen Liberalen Klub. Im zweiten Anlauf 1989 wurde er als Unabhängiger mit Unterstützung von DSP, Sozialdemokratischem Bund und Fortschrittspartei erstmals gewählt, 1993 für die LDP im Amt bestätigt.
Bei der Shūgiin-Wahl 1996 wechselte Shimomura in die nationale Politik. Im neu geschaffenen Einmandatswahlkreis Tokio 11 setzte er sich mit 30,1 % der Stimmen gegen vier weitere Kandidaten durch, den Wahlkreis konnte er bis einschließlich 2021 achtmal in Folge verteidigen. In der LDP schloss er sich der Mitsuzuka-Faktion (der späteren Mori-, Machimura-, Hosoda-, Abe-Faktion) an.
In Regierungspositionen kam Shimomura unter den Kabinetten von Jun’ichirō Koizumi (Machimura-Faktion): 2002 war Shimomura parlamentarischer Staatssekretär (Daijinseimukan) im Justizministerium, von 2004 bis 2005 im Kultus- und Wissenschaftsministerium. Im ersten Kabinett von Koizumis Nachfolger Shinzō Abe (Machimura-Faktion) wurde er 2006 stellvertretender Leiter des Kabinettssekretariats.
Im zweiten Kabinett Abe wurde Shimomura 2012 erstmals Minister und übernahm das Kultus- und Wissenschaftsministerium. In Interviews zu Amtsantritt erklärte er, dass die japanische Kultur und Tradition in der Bildung stärker betont werden müssten; das LDP-Wahlprogramm 2012 sah vor, das Genehmigungsverfahren für Geschichtsbücher zu überarbeiten. Shimomura ist zudem Mitglied der als revisionistisch eingestuften Nippon Kaigi.
Unter Shinzō Abe war Shimomura von 2015 bis 2016 war Shimomura Sonderberater (特別補佐 tokubetsu hosa) des LDP-Vorsitzenden, 2016–17 Vize-Generalsekretär, 2019–20 Vorsitzender des Wahlkampfausschusses. Unter Abes Nachfolger Yoshihide Suga hielt er von 2020 bis 2021 als PARC-Vorsitzender eines der san’yaku („die drei [traditionell als am wichtigsten betrachteten] Ämter“) im Parteivorstand.
Im Zuge des Party-Kickback-Skandals um die Abe- und weitere Faktionen 2023/24 wurden Shimomura parteiintern im April 2024 für ein Jahr die Parteimitgliedsrechte entzogen. Bei der Shūgiin-Wahl 2024 wurde ihm wie elf weiteren vom Skandal betroffenen LDP-Kandidaten die Parteinominierung versagt und er musste als Unabhängiger kandidieren. Er unterlag mit 29 % der Stimmen Yukihiko Akutsu (41 %; KDP).